# Pediobius occipitalis
Pediobius occipitalis  (лат.) — вид паразитических наездников рода Pediobius из семейства Eulophidae (Chalcidoidea) отряда перепончатокрылые насекомые. Юго-Восточная Азия: Гонконг, Таиланд. Голова, грудь и проподеум от тёмно-зелёного до чёрного цвета. Переднеспинка с шейкой, отграниченной килем (поперечным гребнем). Щит среднеспинки с развитыми изогнутыми парапсидальными бороздками. Ассоциированы с бабочками Erionota thrax (Pyralidae, паразиты гусениц) и перепончатокрылыми насекомыми Apanteles erionotae (Braconidae).